# تایتن کوسونوکی
تایتن کوسونوکی (انگلیسی: Taiten Kusunoki; ۱۸ مارس ۱۹۶۷ – ) صداپیشه، و بازیگر اهل ژاپن بود.